# Abel Soriano
Alfredo Abel Soriano (n. Córdoba, Argentina, 30 de octubre de 1983) es un futbolista argentino que juega como delantero en General Paz Juniors.
Es hermano gemelo del también futbolista Andrés Soriano, con quien compartió equipo en General Paz Juniors, Belgrano y Atlanta.

## Trayectoria
Empezó su carrera en General Paz Juniors de Córdoba. Jugó en Atlanta hasta 2006, año en el cual volvió a su Córdoba natal para jugar en Belgrano, con el que obtuvo el ascenso a Primera División al derrotar a Olimpo en la promoción. Al no tener mucha continuidad, en 2007 pasó a Luján de Cuyo. A me diados de 2007 volvió a General Paz Juniors y en 2008 jugó para Racing de Córdoba, equipo con el que estuvo al borde de ascender a la Primera B Nacional. De 2008 a 2010 siguió su carrera en Deportivo Español. A mediados de 2010 llegó a Atlanta, club en el que tuvo una gran labor obteniendo el torneo de la Primera B 2010/11. Tras su gran desempeño, arribó a Estudiantes. A principios de 2013 sufrió la rotura de ligamentos cruzados de su pierna izquierda, por lo que estuvo un prolongado periodo fuera de las canchas. Tras su recuperación, llegó a Barracas Central. Actualmente juega en la Liga Bellvillense, en el Club Bell, Bell Ville, Córdoba.

## Clubes
| Club                | País      | Año       | PJ | Goles |
| ------------------- | --------- | --------- | -- | ----- |
| General Paz Juniors | Argentina | 2002-2005 | 23 | 7     |
| Atlanta             | Argentina | 2005-2006 |    |       |
| Belgrano de Córdoba | Argentina | 2006      | 0  | 0     |
| Luján de Cuyo       | Argentina | 2007      | 11 | 4     |
| General Paz Juniors | Argentina | 2007      | 10 | 1     |
| Racing de Córdoba   | Argentina | 2008      | 17 | 1     |
| Deportivo Español   | Argentina | 2008-2010 | 66 | 18    |
| Atlanta             | Argentina | 2010-2012 |    |       |
| Estudiantes (BA)    | Argentina | 2012-2013 | 33 | 8     |
| Barracas Central    | Argentina | 2013-2017 | 96 | 41    |
| Colegiales          | Argentina | 2017-2018 |    |       |
| General Paz Juniors | Argentina | 2018-     |    |       |

## Logros

### Campeonatos nacionales
| Título                         | Club     | País      | Año       |
| ------------------------------ | -------- | --------- | --------- |
| Primera B Nacional (Promoción) | Belgrano | Argentina | 2005/2006 |
| Primera B Metropolitana        | Atlanta  | Argentina | 2010/2011 |

### Distinciones individuales
| Distinción                         | Año  |
| ---------------------------------- | ---- |
| Goleador Primera B 2014 - 12 goles | 2014 |